# Rivière Situraviup
La rivière Situraviup est un affluent de la rive est de la rivière Caniapiscau dont le courant se déverse successivement dans la rivière Koksoak, puis dans la baie d'Ungava. La rivière Situraviup coule vers le nord-ouest dans le territoire non organisé de la rivière-Koksoak, dans le Nunavik, dans la région administrative du Nord-du-Québec, au Québec, au Canada.

## Géographie
Les bassins versants voisins de la rivière Situraviup sont :
- côté nord : rivière Koksoak, lac de Lauzon ;
- côté est : rivière False, lac Hérodier, lac Le Mercier, lac Kanamasuschi ;
- côté sud : rivière Caniapiscau, rivière Swampy Bay, lac Colombet ;
- côté ouest : rivière Caniapiscau.

Un petit lac (longueur : 340 m ; altitude : 309 m) constitue le lac de tête de la rivière Situraviup. Ce lac est entouré de sommets de montagnes de proximité dont la plus élevée atteint 353 m. Ce lac de tête est situé à l'ouest du lac Joques, ainsi qu'au nord des lacs Rouvière et de la Butte.
À partir de ce petit lac de tête, la rivière coule sur :
- 5,3 km vers le nord-est, jusqu'à une décharge (venant de l'est), laquelle draine des lacs situés au sud du lac Larson ;
- 1,4 km vers le nord, jusqu'à la décharge (venant de l'est) du lac Larson (altitude : 248 m) ;
- 2,6 km vers le nord, jusqu'à une autre décharge (venant du nord-est), drainant un ensemble de lac ;
- 14,6 km vers le nord en traversant plusieurs zones de marais et un lac, jusqu'à une décharge de lac du Canyon (venant du sud-ouest) ;
- 5,8 km (ou 3,3 km en ligne directe) vers le nord-ouest, formant plusieurs courbes, jusqu'à une décharge venant du nord-est) ;
- 9,0 km (ou 4,8 km en ligne directe) vers le nord, formant de nombreux serpentins, jusqu'à la décharge (venant du nord-est) du lac Le Mercier (altitude : 205 m) ; à partir de l'embouchure de ce dernier lac, cette décharge coule sur 21,9 km vers l'ouest en recueillant les eaux du lac Kanamasuschi (altitude : 220 m) et du lac Maizerets (altitude : 163 m), jusqu'à la rivière Situraviup (venant du sud-est) ;
- 20,8 km vers l'ouest jusqu'à une décharge (venant du nord) ;
- 0,8 km jusqu'à son embouchure.

La rivière Situraviup se déverse sur la rive est de la rivière Caniapiscau, à :
- 19,6 km en amont de la confluence des rivières aux Mélèzes et Caniapiscau, où débute la rivière Koksoak ;
- 2,9 km en amont de l'embouchure de la rivière Forbes (venant du sud-ouest) ;
- 4,9 km en aval de la chute du Calcaire ;
- 73,6 km en aval de l'embouchure (venant de l'est) de la rivière Swampy Bay.

## Toponymie
Le toponyme rivière Situraviup a été officialisé le 4 novembre 1982 par la Commission de toponymie du Québec.